# Йохан Якоб Бодмер
Йохан Якоб Бодмер (на немски: Johann Jakob Bodmer) е швейцарски литературен критик, преводач, историк и поет.
Роден е на 19 юли 1698 година в Грайфензе край Цюрих в селско семейство. Подготвя се за свещеник и за известно време се занимава с търговия, но от 1725 година в продължение на 5 десетилетия е професор по история в цюрихския Каролинум, днес част от Цюрихския университет. Същевременно придобива широка известност с множеството си публикации в областта на литературната критика, с които се противопоставя на скованите форми на класицизма и на подражаването на френски образци в немскоезичната литература. За да демонстрира възгледите си, той прави преводи на английски произведения, като прозаичния му превод на „Изгубеният рай“ на Джон Милтън.
Йохан Якоб Бодмер умира на 2 януари 1783 година в Цюрих.